# Solomon Northup
Pour les articles homonymes, voir Northup.
Solomon Northup, né en juillet 1808, à Minerva, comté d'Essex dans l'État de New York et mort à une date inconnue après 1857, est un Noir afro-américain agriculteur, violoniste, écrivain et pendant un temps esclave (1841-1853) puis abolitionniste. Il est connu pour son histoire de réduction en esclavage, racontée au travers de son livre Douze ans d’esclavage paru en 1853, best-seller où il raconte son enlèvement et sa vie sur plusieurs plantations dans le sud des États-Unis.
Fils d'un esclave affranchi, Northup devient agriculteur et violoniste, et possède une propriété à Hebron, dans l’État de New York. En 1841, il est enlevé par des marchands d'esclaves, après avoir été séduit par une offre d'emploi en tant que violoniste. Alors qu'il accompagne ses supposés employeurs à Washington, ils le droguent et le vendent comme esclave. Il est envoyé à la Nouvelle-Orléans où il est vendu à un propriétaire de plantation en Louisiane. Il est détenu dans la région de la Rivière Rouge par plusieurs propriétaires pendant douze ans, période pendant laquelle ses amis et sa famille n'ont pas de nouvelles de lui. Il fait plusieurs tentatives pour s'échapper et faire passer des messages. Finalement, il obtient des nouvelles de sa famille, qui a pris contact avec des amis et rallié à sa cause le gouverneur de New York, Washington Hunt. Il retrouve la liberté en janvier 1853 et retourne dans sa famille à New York.
Solomon Northup poursuit en justice les trafiquants d'esclaves à Washington, mais perds devant le tribunal local. La loi du district de Columbia lui interdit en tant qu'homme noir de témoigner contre les Blancs, et sans son témoignage, il n’est pas en mesure de les poursuivre pour dommages et intérêts. Plus tard, dans l'État de New York, deux hommes sont accusés d'enlèvement mais les accusations sont retirées au bout de deux ans.
Il publie des mémoires, Douze ans d'esclavage, qui deviennent un best-seller et contribuent au débat sur l'abolition de l'esclavage. Devenu militant pour l'abolitionnisme, il donne des dizaines de conférences à travers le nord-est des États-Unis. Il disparaît dans des circonstances inconnues quelques années après avoir retrouvé sa condition d'homme libre.
Ses mémoires sont adaptés au cinéma en 2013 par le réalisateur britannique Steve McQueen, mettant en vedette Chiwetel Ejiofor dans le rôle de Solomon Northup.

## Biographie

### Jeunesse et mariage
Le père de Solomon, Mintus Northup, est un esclave afro-américain[D'où ?] qui a passé la première partie de sa vie au service de la famille Northup. Originaire du Rhode Island, il habite par la suite à Hoosick dans le comté de Rensselaer (État de New York). La mère de Solomon était elle quarteronne et de condition libre. Au décès de M. Northup, le testament affranchit Mintus Northup, lequel déménage alors pour Minerva, où naît, libre, son fils Solomon. Solomon a eu une instruction sommaire et a utilisé son talent pour le violon pour gagner sa vie.
Le jour de Noël en 1829, Solomon Northup épouse Anne Hampton. Ils ont trois enfants : Elizabeth, Margaret et Alonzo.

### L'enlèvement
« Brown » et « Hamilton » droguèrent Solomon avec de la belladone et le vendirent à James H. Birch, un marchand  (du nom du marchand d'esclaves William H. Williams) du Fort Edward.

### L'esclavage
Birch expédia Solomon et d'autres esclaves par la mer jusqu'à la Nouvelle Orléans, d'où son partenaire Théophile Freeman les vendrait. Pendant le voyage, Solomon et les autres esclaves attrapèrent la variole, dont un nommé Robert qui mourut en route.
Solomon persuade John Manning, un marin anglais, d'envoyer une lettre à Henry B. Northup expliquant l'enlèvement de Solomon et de son esclavage illégal. Northup, avocat, était un membre de la famille qui avait eu le père de Solomon comme esclave, et un ami d'enfance de Solomon. La législature de New York avait adopté une loi en 1840 pour protéger ses résidents afro-américains en fournissant une assistance juridique et financière, ceci pour faciliter la récupération de tous ceux qui seraient enlevés et menés hors de l'État. Henry était prêt à aider, mais ne pouvait pas agir sans savoir où Solomon allait.
William Ford
Au marché aux esclaves de La Nouvelle-Orléans, le partenaire de Birch, Théophile Freeman, vendit Solomon (qui avait été renommé « Platt ») à William Ford, un petit planteur de Bayou Boeuf, de la Rivière Rouge dans le nord de la Louisiane. Ford était un prédicateur baptiste. Dans son livre, Solomon caractérise Ford comme un homme bon, attentionné de ses esclaves. En dépit de sa situation, Solomon écrivit :

« À mon avis, il n'y a jamais eu d'homme de plus aimable, noble, sincère, et chrétien que William Ford. Les influences et les associations qui l'ont toujours entouré l'ont aveuglé au mal inhérent à la base du système de l'esclavage. »

L'égard de Solomon pour Ford n'empêcha pas son intention de s'échapper. Il fit de nombreuses tentatives pour obtenir des nouvelles de sa famille et de ses amis, ainsi que des précisions sur l'endroit où il était détenu et il fit de nombreux efforts pour s'enfuir. Il ne pouvait pas avoir de papier pour écrire, ce qui rendait toute messagerie presque impossible. Les esclaves étaient constamment surveillés et les sanctions en cas d'infraction aux règles étaient violentes.
Sur le domaine de Ford à Pine Woods, Solomon proposa de faire des radeaux de buches pour déplacer le bois à travers l'étroit cours d'eau, pour le vendre sur le marché à moindre coût. Il était familier avec cette procédure depuis son travail précédent, et son projet aboutit avec succès. Il construisit également des métiers à tisser, copié à partir d'un métier situé à proximité, de sorte que Ford pourrait mettre en place ses filatures sur le ruisseau. Avec Ford, Solomon trouvait ses efforts appréciés. Mais le planteur eut des difficultés financières et dut vendre 18 esclaves pour régler ses dettes.
John M. Tibeats
Durant l'hiver de 1842, Ford vendit Solomon à John M. Tibeats, un charpentier qui avait travaillé dans une des filatures et dans une minoterie dans la plantation de Bayou Boeuf de Ford. Tibeats n'avait pas le prix d'achat total, ainsi Ford tint une hypothèque sur Solomon de 400 $, ce qui signifie que Tibaut devait à Ford 400 $ et que Solomon était la garantie de l'emprunt. Avec Tibaut comme maître, Solomon subit un traitement cruel et capricieux. Tibaut le ramena à la plantation de Ford, où il y avait d'autres constructions à réaliser. Un jour, Tibaut décida de fouetter Solomon parce qu'il n'aimait pas les clous que Solomon utilisait. Mais quand Tibaut saisit son fouet, Solomon riposta. Le surveillant Chapin Ford sauva Solomon d'être lynché par Tibaut et ses amis. Chapin rappela à Tibaut sa dette de 400 $ pour l'achat de Solomon à Ford, et dit que tuer Solomon entraînerait des accusations contre Tibaut en raison de sa dette. Solomon considéra que cette dette lui sauva la vie. L'historien Walter Johnson suggère que Solomon pourrait bien avoir été le premier et seul esclave que Tibaut ait acheté, marquant son passage de l'employé itinérant à maître possesseur de biens.
Tibaut, qui était mal considéré dans la région, décida alors de tuer Solomon. Lorsque les deux hommes furent seuls, Tibaut saisit une hache et essaya de frapper Solomon, mais il se défendit. Avec ses mains nues, il étrangla Tibaut jusqu'à ce qu'il perde conscience. Solomon s'enfuit alors à travers les marécages afin que les chiens ne puissent pas le suivre, et tenta de retourner chez Ford, avec qui il resta pendant quatre jours. Le planteur convainquit Tibaut de louer Northup afin d’arrêter leur conflit, et Solomon fut embauché par M. Eldret, qui vivait environ 38 miles au sud de la Rivière Rouge. À ce qu'il appelait « The Big Cane Brake », Eldret avait Solomon et d'autres esclaves pour faire les durs travaux qu'étaient la coupe de la canne, ainsi que le débroussaillage afin de développer la culture des champs de coton. Alors que les travaux n'étaient pas terminés, après environ cinq semaines, Tibaut vendit Solomon à Edwin Epps.
Edwin Epps
Epps posséda Solomon pendant près de dix ans, jusqu'en 1853. C'était un maître cruel, qui punissait souvent ses esclaves et les traitait durement. Il fouettait les esclaves s'ils ne respectaient pas le quota de travail qu'il avait établi pour eux. Solomon écrivit que les bruits de coups de fouet étaient entendus tous les jours à la ferme de Epps, du coucher du soleil jusqu'à l'extinction des feux. Epps violait une jeune femme esclave nommée Patsey.
En 1852, un menuisier canadien itinérant, Samuel Bass, vint travailler pour Epps. En entendant Bass exprimer son point de vue abolitionniste, Solomon décida finalement de lui confier son secret : c'était la première personne à qui il dit son vrai nom et ses origines d'homme libre depuis qu'il était esclave. Bass envoya une lettre écrite par Solomon et écrivit plusieurs lettres aux amis de Solomon avec les détails de son emplacement à Bayou Bœuf, dans l'espoir de gagner son secours. Bass prit de grands risques à titre personnel : dans le pays Bayou, il aurait pu se faire tuer si le secret avait été divulgué avant l'intervention des autorités.

### Retour à la liberté
Parmi les lettres que Bass écrivit, l'une fut envoyée à Céphas Parker et William Perry, des commerçants de Saratoga. Il y faisait référence à un certain Henry B. Northup, le fils de l'ancien maître de Mintus (le père de Solomon). Henry B. Northup contacta le gouverneur de New York Washington Hunt, qui s'occupa de l'affaire et nomma le procureur général en tant que représentant légal. En 1840, New York avait adopté une loi engageant l’État à aider ses habitants enlevés pour être réduits en esclavage. Une fois que la famille de Solomon fut alertée, ils durent enquêter pour le retrouver, mettre au jour les preuves de sa citoyenneté et de sa résidence, et des déclarations sous serment furent nécessaires. Pendant ce temps Solomon ne savait pas si sa lettre avait été livrée et n'eut aucun mot de personne.
Bass était itinérant et sans famille. Il quitta la région avant que les amis de Solomon n'arrivent avec les documents juridiques révélant à Epps la véritable identité de Solomon, et n'engagent les procédures judiciaires pour le libérer. Même ainsi, le risque était suffisamment important pour que Bass n'eut pas révélé son nom dans la lettre.
En collaboration avec le sénateur américain Pierre Soulé et les autorités locales de Louisiane, Henry arriva à Marksville le 1er janvier 1853. Solomon n'était connu localement que sous son nom d'esclave, le retrouver fut difficile. Lorsqu'il fut confronté à la preuve que Solomon était un homme libre et qu'il avait une femme et des enfants, Epps demanda d'abord pourquoi il ne lui avait pas dit cela au moment de l'achat. Puis il dit que s'il avait su que des hommes venaient chercher « Platt », il aurait pris des mesures pour veiller à ce qu'ils ne puissent pas le prendre vivant. Il maudit l'homme (inconnu pour lui) qui avait aidé Solomon et menaça de tuer cet homme s'il découvrait son identité. Solomon écrivit plus tard : « Il ne pensait qu'à sa perte, et me maudit d'être né libre ». Epps fut convaincu par son avocat qu'il serait vain de contester les documents de citoyenneté au tribunal, de sorte que le planteur concéda et signa les papiers renonçant à tout droit sur Solomon. Enfin, le 4 janvier 1853, quatre mois après la rencontre avec Bass, Solomon était à nouveau libre.

### Affaires judiciaires et mémoires
Solomon Northup fut l'un des rares Noirs libres à retrouver la liberté dans de telles circonstances. Il poursuivit Burch et d'autres hommes impliqués dans sa vente comme esclave. À l'époque, Solomon ne porta pas plainte contre les hommes du cirque parce qu'ils ne pouvaient pas être trouvés, et il douta d'abord de leur complicité.
Les tribunaux ont fait valoir leur juridiction, ainsi l'affaire devait être jugée à Washington. Mais en tant que Noir, Solomon était empêché par la loi du district de témoigner contre les Blancs. Un des accusés eut l'intention de poursuivre Solomon, mais il abandonna ses accusations. Solomon resta libre. L'affaire reçut l'attention de toute la nation et le New York Times publia un article sur le procès le 20 janvier 1853. Les hommes furent acquittés. Cette affaire mit en lumière l'ampleur des pratiques illégales et les détails du récit de Solomon furent confirmés par le tribunal.
Solomon Northup publia un compte rendu de ses expériences en 1853, Douze ans d'esclavage (Twelve Years a Slave). Le livre fut écrit en trois mois avec l'aide de David Wilson, un écrivain local. Publié lorsque le roman La Case de l'oncle Tom était un best-seller, le livre de Solomon fut vendu à 30 000 exemplaires en trois ans. Il permit d'identifier les ravisseurs, dont les vrais noms étaient Alexander Merrill et Joseph Russell.
Thaddeus St. John, un juge de la cour de Fonda, siège du comté de Montgomery dans l’État de New York, se souvint avoir vu deux vieux amis, Alexander Merrill et Joseph Russell, voyageant avec un homme Noir à Washington au moment des funérailles de l'ancien président Harrison. Lorsqu'il les revit en revenant de Washington, sans l'homme Noir, il s'est rappelé une conversation étrange avec eux lors du premier voyage. Les deux hommes lui avaient demandé de les appeler « Brown » et « Hamilton » en compagnie de l'homme Noir. St. John contacta les autorités, et rencontra Solomon : ils se reconnurent. Merrill et Russell furent localisés et arrêtés.
L'affaire fut rouverte le 4 octobre 1854. Solomon et St. John témoignèrent tous deux contre Merrill et Russell. Les avocats respectifs débattirent si le crime avait été commis à New York (où Solomon pourrait témoigner) ou à Washington, en dehors de la juridiction des tribunaux de New York. Après plus de deux ans d'appels, un nouveau procureur du district de New York ne poursuivit pas l'affaire, qui fut abandonnée en mai 1857. Aucune autre action juridique ne fut prise contre ceux qui avaient enlevé et vendu comme esclave Solomon Northup.

### Dernières années
Après avoir retrouvé sa liberté, Solomon Northup rejoignit sa femme et ses enfants. En 1855, il vivait avec la famille de sa fille Margaret Stanton à Glens Falls, dans le comté de Warren (État de New York), et était charpentier. Il devint actif dans le mouvement abolitionniste et donna plus de vingt conférences sur l'esclavage dans le nord-est des États-Unis dans les années précédant la guerre de Sécession. Durant l'été 1857, il a été empêché de parler à Streetsville, en Ontario, par une foule hostile canadienne.
Le lieu et les circonstances de sa mort sont inconnues. Plusieurs rumeurs ont circulé. En 1858, un journal local a rapporté : « Il est dit que Solomon Northrup, qui fut enlevé, vendu comme esclave, et ensuite sauvé et remis en liberté, a été une nouvelle fois enlevé pour le Sud, et est à nouveau esclave ». Peu de temps après, il est même dit que son bienfaiteur Henry B. Northup pensait qu'il avait été enlevé au Canada en état d'ébriété. Ces rumeurs d'enlèvements persistèrent. Des années plus tard, dans The Bench and Bar of Saratoga County (1879), E. R. Mann indiqua que l'affaire de l'enlèvement du comté de Saratoga contre Merrill et Russell avait été rejetée parce que Solomon avait disparu. Mann ajouta : « son sort reste inconnu du public, mais les impitoyables ravisseurs savaient sans doute ».
Au cours de l'été 1857, Solomon est allé au Canada, se préparant à donner une conférence. En 1909, John Henry Northup, le neveu de Henry, écrivit : « La dernière fois que j'ai entendu des nouvelles de lui, Sol donnait une conférence à Boston pour vendre son livre. Tout à coup, il disparut. Nous croyons qu'il a été enlevé et emmené, ou tué »... Dans des lettres écrites dans les années 1930, John R. Smith indiqua que Solomon avait visité le père de Smith, un pasteur méthodiste du Vermont, le révérend John L. Smith, avec qui Solomon et l'ancien esclave Tabbs Gross avaient travaillé au début des années 1860, afin d'aider les esclaves fugitifs pour le chemin de fer clandestin. Smith décrit la visite comme survenant après la proclamation d'émancipation du président des États-Unis Abraham Lincoln, ceci donc après janvier 1863, mais cela semble peu probable.
Il n'existe aucune preuve contemporaine de Solomon après 1857. Il ne fut pas enregistré avec sa famille lors du recensement des États-Unis de 1860. Le recensement de 1865 de l'État de New York enregistre bien son épouse Anne Northup vivant avec leur fille et son beau-fils, Margaret et Philip Stanton, dans les environs de Moreau dans le comté de Saratoga, mais pas lui. En 1875, Anne Northup vivait dans Kingsbury/Sandy Hill dans le comté de Washington. Quand Anne Northup mourut en 1876, certains dirent dans les journaux qu'elle était veuve. Dans une rubrique nécrologique, tout en louant Anne, il est dit de Solomon Northup qu'« après s'être exhibé dans tout le pays, il est devenu un vulgaire vagabond ».
Les historiens du XXIe siècle, comme Clifford Brown et Carol Wilson, pensent qu'il est probable qu'il soit mort de cause naturelle. Ils pensent qu'un nouvel enlèvement était peu probable, qu'il était trop vieux pour être digne d'intérêt pour des kidnappeurs d'esclaves, mais sa disparition reste inexpliquée.

## Historiographie
Solomon Northup a relaté son parcours dans Douze ans d'esclavage, désormais dans le domaine public.
Bien que ses mémoires soient souvent classés parmi le genre de récit d'esclaves, le spécialiste Sam Worley pense que ceux-ci ne correspondent pas au standard du genre. Le livre fut également négligé pendant de nombreuses années, en partie parce que Solomon fut aidé dans son écriture par David Wilson, un homme blanc. Worley démontra que Wilson ne recherchait pas son intérêt personnel avec ce livre, contrairement à ce qui fut pensé alors, et écrivit à ce propos : « Douze ans d'esclavage est sans conteste le récit de Solomon et de personne d'autre, ceci en raison de son étonnante attention aux moindres détails de son vécu et le refus de réduire la complexité de son expérience à une puissante allégorie morale. » Le biographe de Solomon Northup, David Fiske, étudia le rôle de Solomon dans l'écriture du livre.
Le livre de Solomon est un compte rendu complet et détaillé qui est utilisé par de nombreux historiens étudiant l'esclavage. Sa description de la « Maison Jaune » (aussi connue comme « la négrerie de Williams »), ayant une vue sur le Capitole, a aidé les chercheurs à se documenter sur l'histoire de l'esclavage dans le District de Columbia. Dans son livre Black Men Built the Capitol, Jesse Holland fait part de son utilisation du récit de Solomon. Le spécialiste Kenneth M. Stampp fait référence aux mémoires de Solomon dans son livre sur l'esclavage, The Peculiar Institution (1962).
Les mémoires de Solomon Northup furent réimprimés en 1869, mais au fil du temps son histoire fut largement négligée. Vers la fin du XXe siècle, le développement des études sur l'histoire sociale et sur les Afro-Américains mit à nouveau en lumière le livre. La première édition universitaire de ses mémoires fut publiée en 1968, coéditée par les professeurs Sue Eakin et Joseph Logsdon. Depuis, cette publication abondamment annotée de LSU Press est utilisée dans les salles de classe et par les universitaires, et continue d'être imprimée.
En 1998, une équipe d'étudiants de l'Union College à Schenectady (État de New York), avec leur professeur de sciences politiques Clifford Brown, entreprit un projet visant à documenter le récit historique de Solomon Northup. Ils réunirent photographies, arbres généalogiques, actes de vente, cartes et dossiers d'hôpitaux à travers New York, Washington et la Louisiane. Leur exposition eut lieu dans le bâtiment Nott Memorial de l'université.

## Adaptation
Douze ans d'esclavage a été adapté plusieurs fois :
- 1984 : Solomon Northup's Odyssey (en), téléfilm de PBS réalisé par Gordon Parks
- 2013 : Twelve Years a Slave, réalisé par Steve McQueen, dans une adaptation de John Ridley, avec Chiwetel Ejiofor dans le rôle de Northup.

En 2008 le New York State Council on the Arts a commandé au compositeur et saxophoniste T. K. Blue (en) Follow the North Star, œuvre inspirée par l'histoire de Northup.